# Bencepoloska
A bencepoloska (Rhaphigaster nebulosa) a rovarok (Insecta) osztályának félfedelesszárnyúak (Hemiptera) rendjébe, ezen belül a címeres poloskák (Pentatomidae) családjába tartozó Rhaphigaster nem legismertebb faja. Egyes taxonómiai rendszerek (pl. az ITIS-é) a Rhaphigaster nemet nem ismerik el, és fajait más nemekbe csoportosítják át.

## Származása, elterjedése
Főleg európai faj, bár a Kárpát-medencétől északra és Németországtól, illetve Magyarországtól keletre nem fordul elő. Elterjedési területe a Mediterráneumból átnyúlik Törökország ázsiai részére is a Kaukázusig. Észak-Afrika országai közül főleg Algériában és Marokkóban fordul elő (Halászfy, 1959).
Magyarországon mindenütt közönséges.

## Népi nevei
Mivel Magyarországon gyakori, számos népi nevét ismerjük. Ezek közül a leggyakoribb a mezei poloska, de hívják még büdös Marcinak, illetve büdös Margitnak, nagy szürke címeres poloskának, téli poloskának, büdös Bencének, büdös Bankának, büdös Margónak, templombogárnak is (Tóth, 2014).

## Megjelenése, felépítése
A fej oldala S alakú, a fejpajzs vége kissé kiszélesedik és felhólyagosodik. Sárga hasoldalát nagyobb fekete foltok tarkázzák.
Tojás alakú, szürkésbarna, egyenlőtlenül pontozott teste 14–16 mm hosszú. A corium hátsó széle ívelt, a membrán valamivel hosszabb, mint a potroh; utóbbin üvegszerű, barna foltok láthatók. Csápja és potrohának pengeszerű szegélye halványsárga–fekete foltos.A 2. haslemezén található tövisnyúlvány az elülső csípőkig ér.

## Életmódja, élőhelye
Táplálékul növények nedveit szívogatja. Külföldi tapasztalatok szerint a mogyorót károsíthatja; Magyarországon károsítóként még nem jelentkezett.
Védekezésül rossz szagú váladékot fecskendez ki. Mivel ez egyúttal mérgező is, a madarak, cickányok ellen kiválóan véd.
Főzelékfélékkel beültetett kertekben vagy borostyánszőlővel (Ampelopsis spp.) befuttatott házfalakon gyakori, sokszor át is telel. Magyarországon egy évben két nemzedéke repül:
- az első március–május,
- a második július–szeptember között.

A második nemzedék áttelelni készülő példányai ősszel gyakran a házakban, egyéb épületekben keresnek rejtekhelyet. A sikeresen áttelelt példányokkal kora tavasszal találkozhatunk.

## Hasonló fajok
- Az ázsiai márványospoloska (Halyomorpha halys) Ázsiából importált növényekkel behozott inváziós faj.
- zöld vándorpoloska (Nezara viridula)